# Vanilla perrieri
Vanilla perrieri är en orkidéart som beskrevs av Rudolf Schlechter. Vanilla perrieri ingår i släktet Vanilla och familjen orkidéer. Inga underarter finns listade i Catalogue of Life.